# تدابير دعم الحرب الإلكترونية

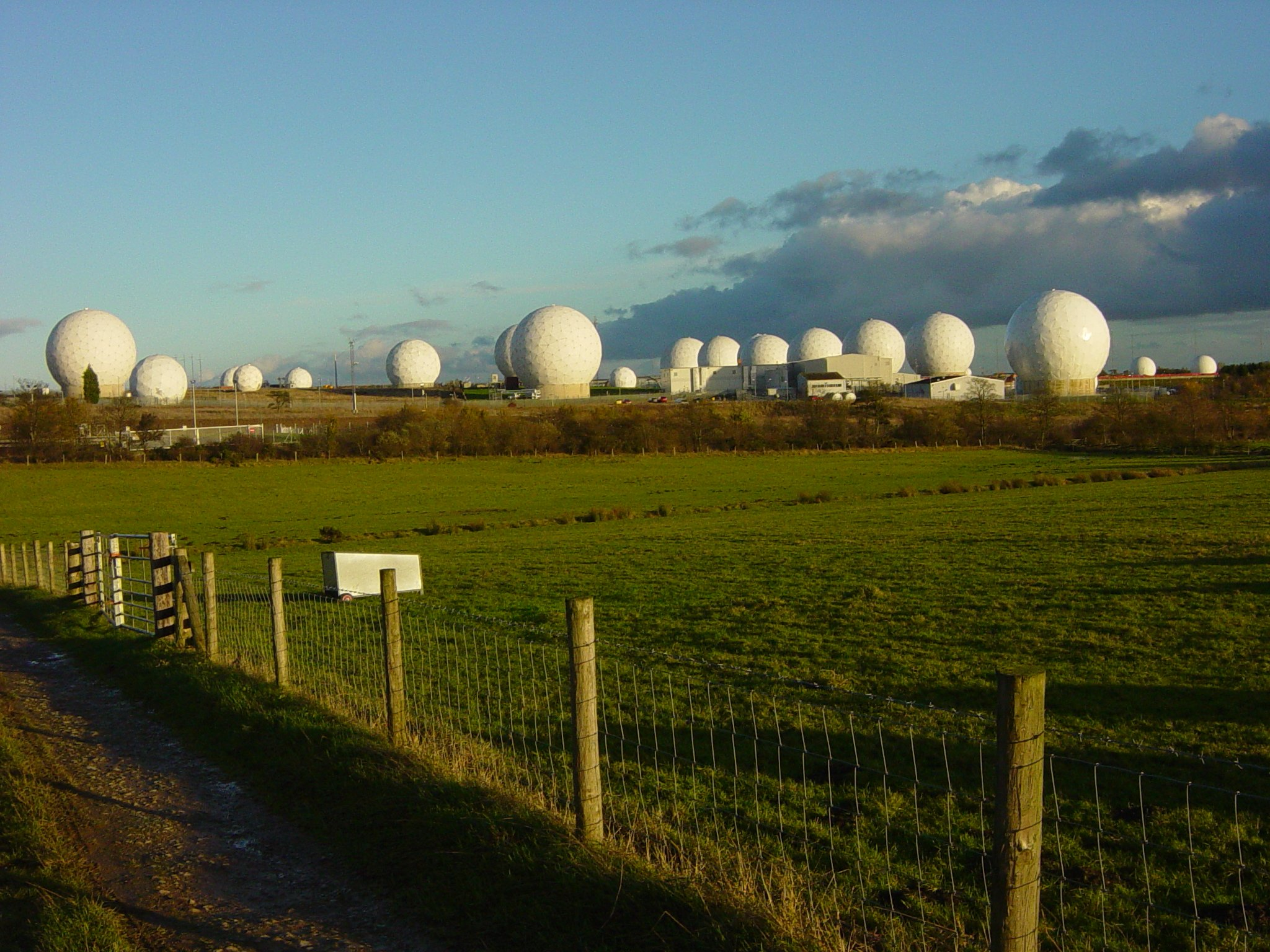
سلاح الجو الملكي مينويث هيل, موقع كبير في المملكة المتحدة جزء من إيكيلون و اتفاقية المملكة المتحدة والولايات المتحدة

في الاتصالات العسكرية، تصف مصطلحات الدعم الإلكتروني (بالإنجليزية: electronic support، اختصارًا ES) أو تدابير الدعم الإلكتروني (بالإنجليزية: electronic support measures، اختصارًا ESM) تقسيم الحرب الإلكترونية التي تنطوي على الإجراءات التي تكون تحت السيطرة المباشرة لقائد عمليات لكشف واعتراض وتحديد موقع وتسجيل وتحليل مصادر الطاقة الكهرومغناطيسية المشعة لأغراض التعرف الفوري على التهديد أو التخطيط التشغيلي طويل المدى. وبالتالي، يوفر الدعم الإلكتروني مصدرًا للمعلومات المطلوبة للقرارات التي تنطوي على الحماية الإلكترونية (EP)، والهجوم الإلكتروني (EA)، وتجنب واستهداف واستخدام القوات التكتيكية الأخرى. يمكن استخدام بيانات الدعم الإلكتروني لإنتاج ذكاء الإشارات (SIGINT) وذكاء الاتصالات (COMINT) وذكاء الإلكترونيات (ELINT).
تجمع إجراءات الدعم الإلكترونية المعلومات الاستخبارية من خلال «الاستماع» السلبي للإشعاعات الكهرومغناطيسية ذات الأهمية العسكرية. يمكن أن توفر تدابير الدعم الإلكتروني (1) كشف أو معرفة أولية للأنظمة الأجنبية، (2) مكتبة للبيانات الفنية والتشغيلية للأنظمة الأجنبية، و(3) معلومات قتالية تكتيكية باستخدام تلك المكتبة. يمكن أن تظل منصات تجميع تدابير الدعم الإلكتروني صامتة إلكترونيًا وتكتشف وتحلل إرسالات رادار خارج نطاق الكشف بسبب القدرة الأكبر للنبضة الكهرومغناطيسية المرسلة فيما يتعلق بالصدى المنعكس لذلك النبض.